# Александар Макензи
Александар Макензи (енгл. Alexander Mackenzie; 1764 — Данкелд, 11. марта 1820) је шкотски и канадски истраживач. Открио је реку Макензи и први је прешао преко копна Северне Америке изнад Мексика.

## Река Макензи
Рођен је у Сторовеју на острву Луис на Спољним Хебридима у Шкотској. Породица му се 1774. преселила у Њујорк, а за време америчке револуције 1776. у Монтреал. Запослио се 1779. у Северозападној компанији на чији захтев је путовао до језера Атабаска. Основао је 1788. утврђења Форт Чипевајан и Форт Вермилион. Послали су га да замени Питера Понда. Од Понда је сазнао да домороци знају да локалне реке плове према северозападу. Када је сазнао за ту информацију кренуо је кануом и открио је реку Макензи 10. јула 1789. Пловио је до њеног ушћа надајући се да ће наћи северозападни пролаз. Међутим реком је дошао до Северног леденог океана, а реку је назвао река разочарања. Река је касније именована њему у част као река Макензи.

## Први прешао преко Северне Америке
Путовао је 1791. у Велику Британију, да би проучавао нова достигнућа на мерењима географских ширина. По повратку 1792. поново је кренуо да нађе правац проласка до Тихог океана. Пратили су га француски путници и домороци као водичи. Кренуо је из Форт Форка следећи ток реке Пис. Дошао је до реке Фрејзер и следећи њен ток дошао је до Тихог океана 20. јула 1793. Био је то први прелаз Северне Америке по копну изнад Мексика. Желео је да настави до отвореног океана, али био је присиљен да се врати због непријатељски расположених домородаца, који нису веровали Европљанима, након претходних негативних искустава са трговцима кожом. Када се враћао написао је на стени докле је и када дошао. Тај камен и данас постоји.
За своје заслуге Макензи је 1802. именован витезом, а од 1804. до 1808. био је посланик у парламенту Доње Канаде. Оженио се и 1812. године се вратио у Шкотску. Умро је 1820. у Шкотској.